# Suak Palembang
Suak Palembang is een bestuurslaag in het regentschap Nagan Raya van de provincie Atjeh, Indonesië. Suak Palembang telt 781 inwoners (volkstelling 2010).